# Первый удар (фильм)
«Первый удар» (кит. трад. 警察故事4之簡單任務, англ. Police Story 4: First Strike) — гонконгский комедийный боевик режиссёра и сценариста Стэнли Тонга с Джеки Чаном в главной роли. Фильм вышел в Гонконге 10 февраля 1996 года.
Чан ещё раз сыграл роль гонконгского полицейского по имени Кевин Чань Какхёй (в некоторых версиях Джеки), который сотрудничает с Интерполом чтобы выследить и арестовать нелегального торговца оружием. Позже Какхёй понимает что все не так просто, как кажется, и понимает что стал пешкой в игре организации, выдающей себя за российскую разведслужбу.
Съёмки проходили в Гонконге, частично в Крыму (Украина) и Москве (Россия) (первая часть), а также частично в Брисбене (Австралия), где и происходит вторая половина фильма. Фильм был снят с августа по ноябрь 1995 года.

## Сюжет
В то время как Чань Какхёй работает с ЦРУ, ему поручили расследовать дело о контрабанде ядерного оружия. Он следует за женщиной по имени Наташа на Украину, точнее, в Крым. Когда он понимает, что она скрывает важную информацию, он просит прислать подкрепление и Наташу позже арестовывают. Однако, компаньон Наташи, незнакомец, оказавшийся Джексоном Цуи, ученым-ядерщиком, связанным с ЦРУ, подозревается в краже ядерной боеголовки. Какхёй преследует Цуи и оказывается в запретной зоне, где попадает в ловушку, установленную Цуи. Агенты ЦРУ вместе с украинскими милиционерами вступают в бой. Какхёй находит портфель, содержащий доказательства о Цуи, но после того как его преследуют неизвестные люди, он теряет портфель, упав в ледяную воду.
Восстанавливаясь после пережитого, он встречается с полковником Грегором Егоровым, который объясняет сложившуюся ситуацию. Какхёй вместе с ФСБ отправляется в Москву, где обнаруживает что ему поручено работать вместе с Егоровым над решением аналогичного дела, связанного с контрабандой ядерного оружия из Украины. Он должен найти Цуи, который исчез после их последней встречи. На российской подлодке он добирается до Брисбена (Австралия), где младшая сестра Цуи по имени Энни работает в океанариуме на шоу с акулами. Отец Цуи и местный босс триад, Дядя Седьмой, серьезно болен, и Какхёй подозревает что Цуи объявится в ближайшее время. Незаметно для него, Цуи проникает в больницу и передает ядерную боеголовку Энни (замаскированную под небольшой кислородный баллон), и она прячет её на своей работе.
Когда Какхёй следовал за Энни, он был задержан Цуи, который утверждал что у него сделка с Егоровым. Какхёй понимает что Егоров использовал его и решает вернуться домой, но двое мужчин были посланы чтобы убить его, после чего его обвиняют в убийстве Дяди Седьмого. Он хочет очистить свое имя и намерен встретиться с Энни в мемориальном зале, но ему там не рады. Начинается драка с телохранителями, но тут появляется Цуи и спасает его. Цуи объясняет что три года назад Егоров поймал его на задании ЦРУ и вынудил стать тройным агентом: якобы агент ЦРУ перешел к ФСБ, но на самом деле исполнял частные криминальные схемы Егорова.
Энни, Какхёй и Цуи решают работать вместе чтобы найти и схватить Егорова. Тщательно продуманные похороны Дяди Седьмого в чайна-тауне становятся ареной перестрелки между разными группировками. Энни и Какхёй отправляются за боеголовкой в бассейн с акулами (чтобы вернуть её в полицию), но Грегор и его люди преследуют их, что приводит к решающей подводной битве. Во время неё Грегор стреляет в аквариум и разбивает стекло, освобождая акулу-убийцу. В возникшей неразберихе он сбегает на яхте вместе с боеголовкой и похищенной им Энни. Какхёй спасает туристов от акулы и преследует Егорова. Пока тот пытается сбежать на яхте, Какхёй, разогнавшись на автомобиле Mitsubishi FTO, врезается в яхту. После этого он успешно возвращает боеголовку и спасает Энни.
Австралийская полиция арестовывает Егорова и Цуи и передает их российским властям. Дело раскрыто, ФСБ благодарит Какхёя за работу и он возвращается в Гонконг к своей работе.

## В ролях
| Актёр          | Роль                  |
| -------------- | --------------------- |
| Джеки Чан      | инспектор Чань Какхёй |
| Джексон Лью    | Джексон Цуи           |
| Энни Ву        | Энни Цуи              |
| Билл Тун       | «дядя» Билл Вон       |
| Юрий Петров    | Грегор Егоров         |
| Нонна Гришаева | Наташа                |
| Лариса Ерёмина | русская женщина       |
| Олег Видов     | русский               |
| Терри Ву       | дядя Севен            |
| Эйлен Сит      | Аллен                 |
| Натан Джонс    | наёмный убийца        |

## Кассовые сборы
«Первый удар» имел огромный кассовый успех в Гонконге и собрал там 57 518 794 гонконгских доллара. Это самый кассовый фильм Джеки Чана в Гонконге и третий в списке самых кассовых отечественных фильмов в истории киноиндустрии Гонконга.
В Северной Америке фильм вышел на экраны 10 января 1997 года, в 1344 североамериканских кинотеатрах, и собрал в первый уик-энд 5 778 933 доллара. Его полные кассовые сборы в Северной Америке составляют 15 318 863 доллара.

## Критика
Версия фильма, реализованная в американских кинотеатрах компанией New Line Cinema, была встречена смешанными отзывами критиков. На агрегаторе рецензий Rotten Tomatoes рейтинг одобрения составляет 57 % на основе 23 рецензий со средним баллом 6,1 из 10.
Майк ЛаСаль из газеты «Сан-Франциско кроникл» был одним из самых восторженных рецензентов:

Одним из удовольствий жизни в этот период истории является Джеки Чан. Есть и другие удовольствия, конечно, и есть другие фильмы, приносящие удовольствие. Но мало что в современном кино так же надежно как фильмы Джеки Чана.
Даже если фильм слабый, Чан никогда не разочаровывает. Наблюдая за ним в «Первом ударе», новом открытии сегодня, нет сомнений что это симпатичный оригинал и великий популярный артист.
Итак в этот раз Чан плавает с акулами. Он лезет по балконам на верхнем этаже высотного здания гостиницы. Он даже падает с высоты в сто футов с вертолета в замерзшее озеро, прежде чем вертолет взорвется.
Оригинальный текст (англ.)One of the pleasures of being alive at this period of history is Jackie Chan. There are other pleasures, of course, and other movie pleasures, too. But few things in film today are as reliable as a Jackie Chan movie.
Even if the picture is weak, Chan is never disappointing. Watching him in Jackie Chan's First Strike, a brand-new effort opening today, there's no doubt that this is a lovable original and a great popular artist.

So this time Chan swims with sharks. He climbs from balcony to balcony on the top floor of a tall hotel building. He even -- get this -- drops 100 feet from a helicopter into a frozen lake, just as the helicopter explodes.

## Издания
Кинокомпания New Line Cinema отредактировала фильм, внеся следующие изменения: новые заглавные титры, удалено более 20 минут фильма, новая музыка, почти все многоязычные диалоги (украинский, кантонский, севернокитайский и русский) полностью дублированы на английском. Релизы от Mei Ah Entertainment, японские DVD от Warner Home Video и LD от Towa — это единственные версии, на сегодняшний день, содержащие необрезанный фильм и без дублирующего языка. Релизы от Mei Ah имеют английские субтитры.

## Номинации и награды
- 16-я Гонконгская кинопремия (1997)
  - Премия за лучшую хореографию боевых сцен (Стэнли Тонг)
  - Номинация на премию за лучший фильм
  - Номинация на премию за лучшую мужскую роль (Джеки Чан)
  - Номинация на премию за лучший актёрский дебют (Энни Ву[англ.])
  - Номинация на премию за лучший монтаж (Питер Чун, Яу Чи-Вай)
- Золотая лошадь (1996)
  - Премия за лучшую постановку боевых сцен (Стэнли Тонг)
- MTV Movie Awards (1997)
  - Номинация на премию за лучший бой

### Комментарии
1. ↑  Оригинальное название — «Полицейская история 4: Первый удар», однако в России фильм распространяли под названием «Первый удар»